# Драган Р. Филиповић
Драган Р. Филиповић (Титово Ужице 1958) српски је писац фантастике, стрипски и телевизијски сценариста. 

## Биографија
Од 1979. године објавио је три романа, као и тридесетак прича у Сириусу, Алефу, Знаку Сагите, Свескама и Књижевној речи. Угледни уредник и издавач Бобан Кнежевић је означио Филиповића као „гиганта српске фантастике“.
Урадио је и бројне стрипске сценарије (између осталог и за Игора Кордеја), а у осамдесетим годинама написао је преко 800 табли стрипова, највише са цртачем Душаном Бунарџићем за "Дечје новине" из Горњег Милановца; доста их је објављено је у немачким стрип–публикацијама.
Члан је Друштва љубитеља фантастике „Лазар Комарчић“.

## Награде и признања
- Награда „Лазар Комарчић“ за најбољу домаћу причу објављену 1987. („Говнокрадица“)
- Награда „Лазар Комарчић“ за најбољу домаћи роман објављен 1988. (Златна књига, равноправно са: Борислав Пекић, Атлантида)
- Награда „Лазар Комарчић“ за најбољу домаћу новелу објављену 1989. и 1990. („Бежим у ноћ“)
- Награда „Лазар Комарчић“ за најбољу домаћи роман објављену 2003. (Казабланка)